# コオリナ・リゾート&マリーナ

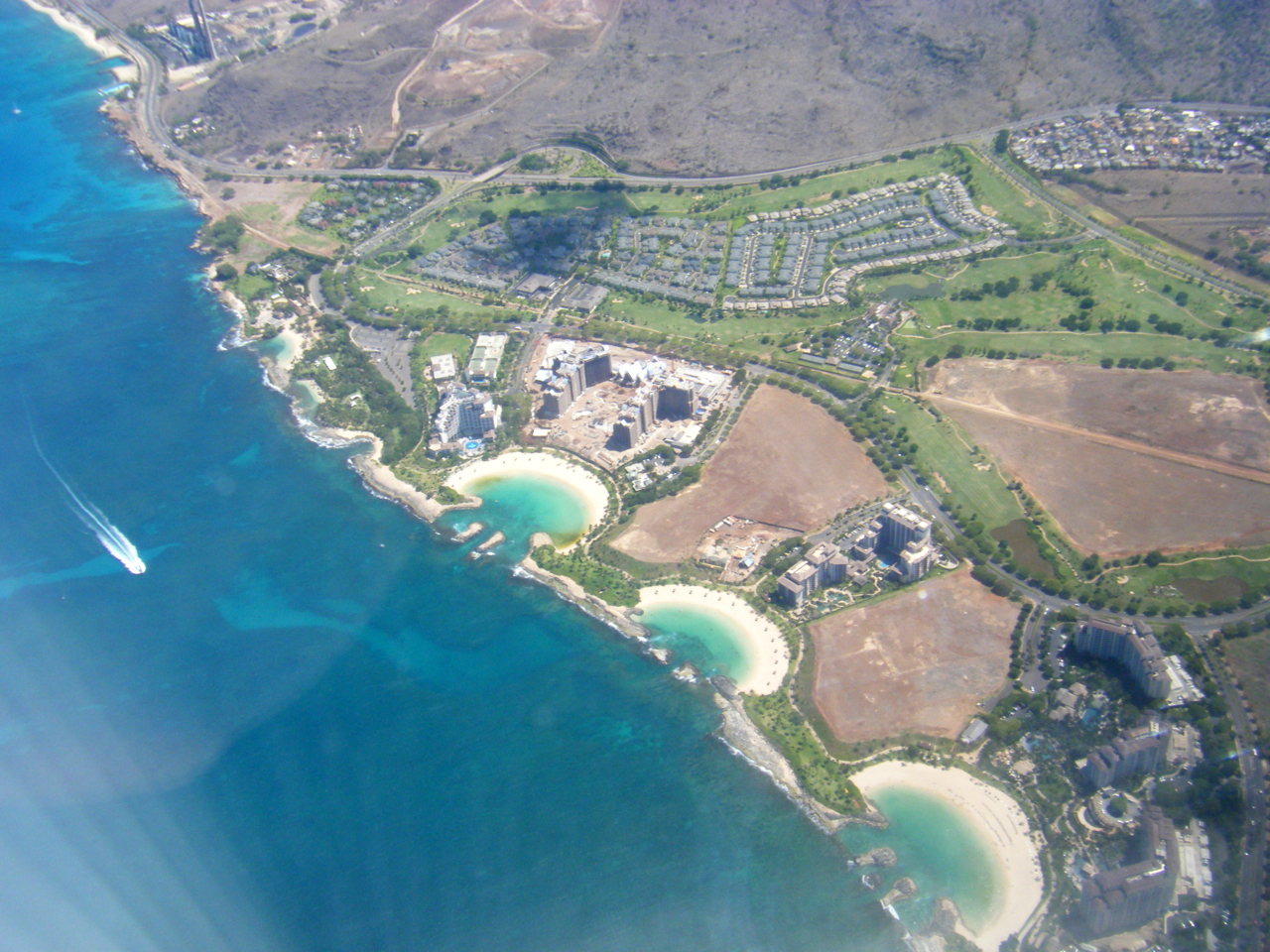
空から見たコオリナ・リゾート&マリーナ

コオリナ・リゾート&マリーナ（英語　Ko Olina Resort & Marina）とは、ハワイのオアフ島にあるリゾートエリアである。

## 概要
コ・オリナ（Ko' Olina）とはハワイ語で「歓喜の結晶」の意味で 、古くは族長らの保養地として使われた場所である。その後一帯はパイナップル畑となっていたが、1980年代からリゾート開発業者であるジェフ・ストーンが開発を開始し今に至っている。現在も開発が進められており、成長中のリゾート地といえる。
オアフ島南沿岸部のナナクリとカポレイの間に位置し、行政的にはハワイ州ホノルル郡に属する。ワイキキからはファリントンハイウェイで1時間ほど、ホノルル国際空港からは30分ほどで行ける位置にある。
面積は260万㎡（78万坪）あり、ワイキキをもしのぐ広さである。敷地内にはホテル、ゴルフコース、マリーナ、チャペル、別荘、タウンハウスといった施設があり、今後はアウトドア水族館、ハワイ文化センター、ショッピングセンターなどの建設が予定されている。その他にはパイナップル畑であった時代のものを利用した鉄道があり週一回観光用のトロッコ列車が走っている。海沿いにはラグーンがあり、それぞれに「ホヌ」（カメ）、「コハラ」（クジラ）といった名前が付けられている。

## 施設

### ビーチ・ビラ・アット・コオリナ
ラグーン側に立つコンドミニアム。ビーチタワーとオーシャンタワーの二つのタワーからなり、合わせて247部屋ある。部屋に備え付けのキッチンはハワイの著名なシェフであるロイ・ヤマグチによってデザインされたものである。

### アウラニ・ディズニー・リゾート&スパ・コオリナ・ハワイ
ディズニーランドに隣接していない場所では初のディズニー・リゾート。ディズニーとハワイ文化を融合させた造りになっており、ハワイ語で「メッセンジャー」を意味する「アウラニ」（Aulani）という名前にはハワイの文化や伝統を伝えたいという意味が込められている。359部屋がある。

### フォーシーズンス リゾート オアフ アット コオリナ
当初は日航ホテルグループのイヒラニリゾート＆スパであったが、マリオットに買収されJWマリオット・イヒラニ・リゾートに改築、その後現在のフォーシーズンホテルに改築された。
スパや隣接するレストランが楽しめ、計371室を誇る高級ホテルである。

### マリオット・コオリナ・ビーチ・クラブ
コンドミニアムである。タイムシェア形式で所有する事が可能なタイムシェア・リゾート。

### コオリナ・ゴルフクラブ
1990年1月にオープンした170エーカー、18ホールのチャンピオンシップ・コースで、テッド・ロビンソンによって設計された。コースには多くの池があり、段差のあるグリーン、広いフェアウェイなどの特徴を備える。
1990年からの1995年までのLPGAのハワイアン・レディス・オープンを開催したほか、1992年にチャンピオンズツアーのコオリナ・シニア・インビテーショナルを、2006年から2008年までのフィールズ・オープンが開催されていた。2012年からはLPGAロッテ選手権 presented by J Golfが行われている。
「コオリナ・ゴルフアカデミー」が用意されており、誰でもプロからレッスンを受ける事が出来る。個人レッスンや、コースを回りながらのレッスン、ゴルフスクール等のプログラムがあり、初心者や子供用のレッスンもある。敷地内にはロイズのレストランもある。
スーパーファミコンのソフト「岡本綾子とマッチプレイゴルフ　コ・オリナゴルフクラブ in ハワイ」にも登場する。

### コオリナ・マリーナ
400隻が停泊可能なマリーナ。

## ギャラリー

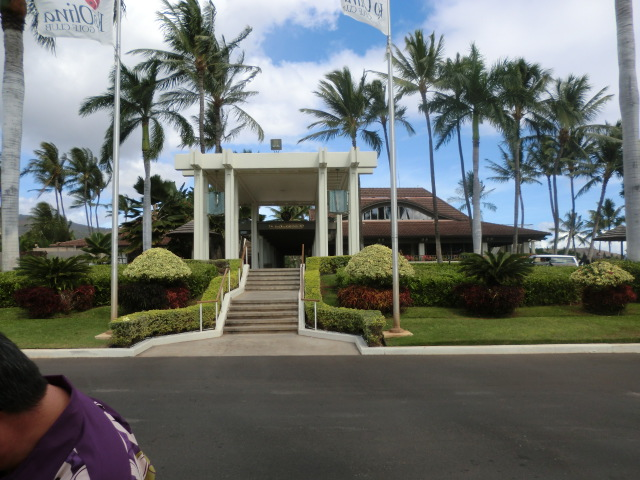
コオリナ・ゴルフクラブ
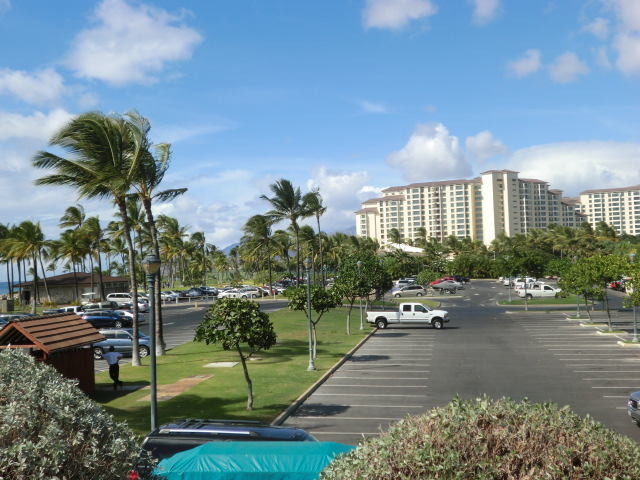
ビーチ・ビラ・アット・コオリナ
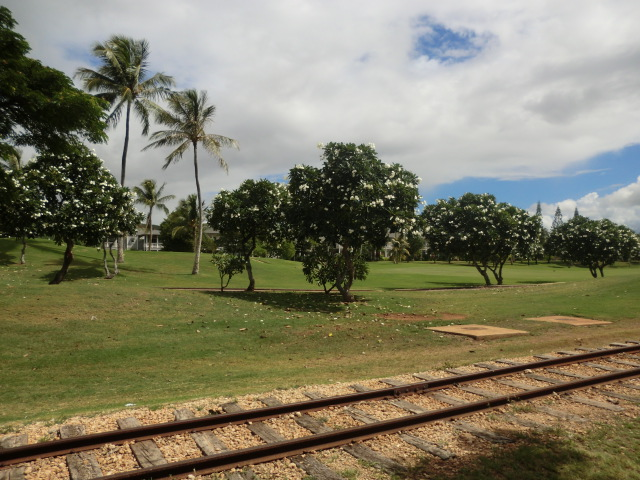
観光列車の鉄道
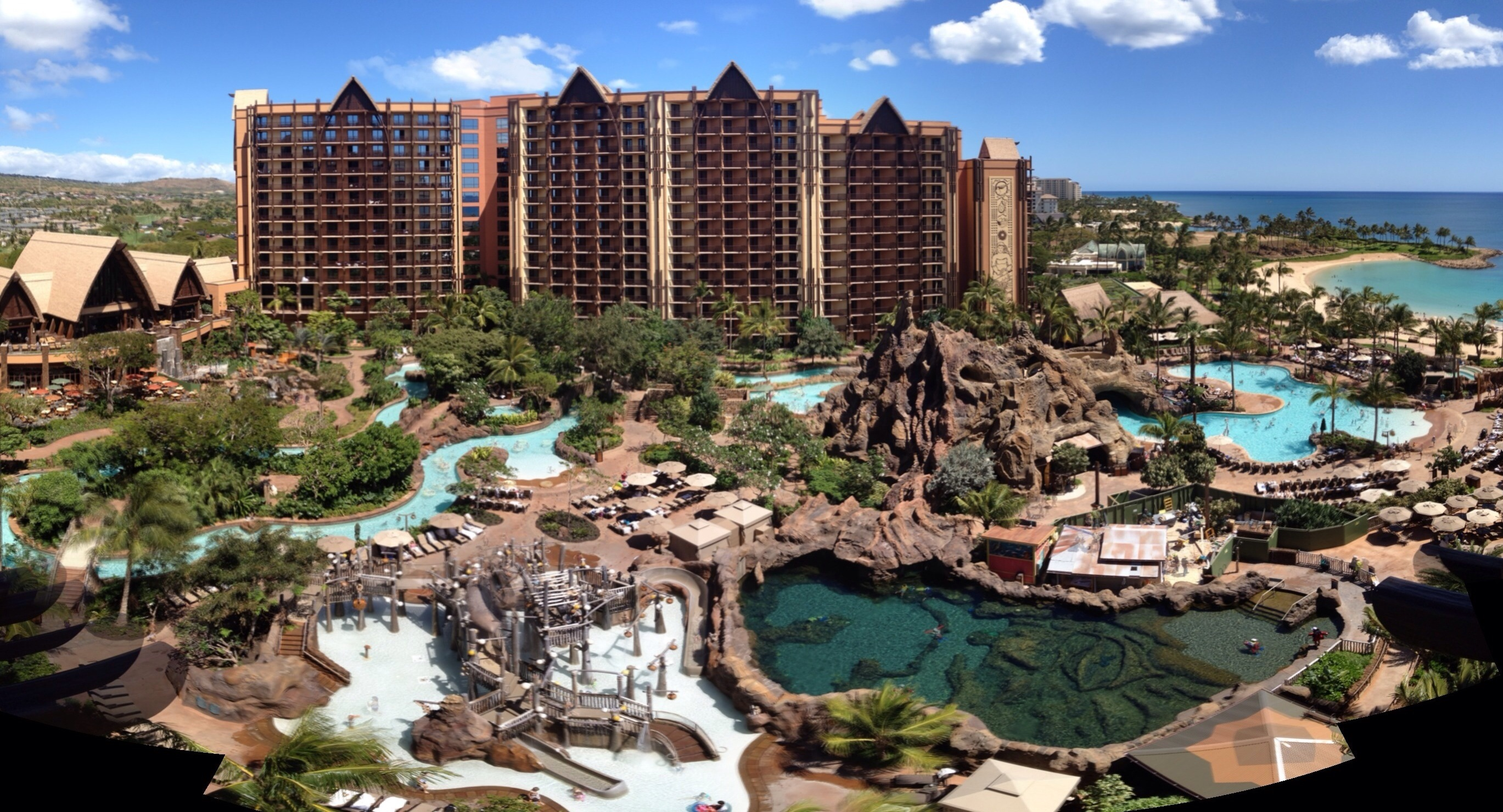
アウラニ・ディズニー・リゾート